# Groupe de NGC 4073
Le groupe de NGC 4073 est un trio de galaxies situé dans la constellation de la Vierge. La distance moyenne entre ce groupe et la Voie lactée est d'environ 93,0 Mpc (∼303 millions d'al). 

## Membres
Le tableau ci-dessous liste les trois galaxies du groupe indiquées dans l'article d'Abraham Mahtessian paru en 1998.
| Nom      | Class.       | Type           | α (J2000.0)   | δ (J2000.0) | Vitesse radiale (km/s) | m    | Distance (Mpc) | Diamètre (kal) |
| -------- | ------------ | -------------- | ------------- | ----------- | ---------------------- | ---- | -------------- | -------------- |
| NGC 4058 | SAB(r)0+?    | Lenticulaire   | 12h 03m 49.0s | 03° 32′ 54″ | 5800 ± 22              | 13,1 | 90,8 ± 6,4     | 116            |
| NGC 4073 | E            | Elliptique     | 12h 04m 27.0s | 01° 53′ 45″ | 5912 ± 3               | 11,4 | 92,5 ± 6,5     | 241            |
| UGC 6854 | SB(rs)bc pec | Spirale barrée | 11h 52m 43.4s | 01° 44′ 27″ | 6123 ± 1               | 13,6 | 95,6 ± 6,7     | 103            |

Le site DeepskyLog permet de trouver aisément les constellations des galaxies mentionnées dans ce tableau ou si elles ne s'y trouvent pas, l'outil du site constellation permet de le faire à l'aide des coordonnées de la galaxie. Sauf indication contraire, les données proviennent du site NASA/IPAC.